# Przyjaciel Ludzi Bezdomnych
Przyjaciel Ludzi Bezdomnych – honorowe wyróżnienie, ustanowione i nadawane przez Marka Kotańskiego, twórcę Monar i Ruchu Wychodzenia z Bezdomności (Markot).
Tytuł Przyjaciela Ludzi Bezdomnych otrzymywali sprzymierzeńcy dzieła pomocy bliźniemu. Kanclerzem kapituły wyróżnienia, był jego pomysłodawca Krzysztof Cybruch – długoletni asystent prasowy Marka Kotańskiego.
Pierwsze tytuły nadano w 1996. Odznakę z numerem 1 otrzymał piekarz-cukiernik z Raciborza, Alfred Malcharczyk, dobrodziej tamtejszego ośrodka Markot. W następnej kolejności tytuły otrzymali: Lech Wałęsa, Budka Suflera, Włodzimierz Cimoszewicz, a 3 grudnia 1997 r. papież Jan Paweł II na specjalnej audiencji w Watykanie z rąk Marka Kotańskiego. Papież zaznaczył, iż statuetkę Homo Homini przyjmuje w drodze szczególnego wyjątku i prosi, by być postrzegany „...jak jeden z was”.
Wśród wyróżnionych w późniejszych latach byli między innymi: 
- Jacek Kuroń
- Marek Goliszewski
- James Robideau - działacz indiański z plemienia Lakota
- Robert Kuczyński - koordynator z ramienia Daewoo Motor akcji Serc Pospolite Ruszenie na rzecz ofiar powodzi tysiąclecia
- Janusz Lorenz
- Jan Tymoszuk - z Dyrekcji Generalnej PKP
- Marian Krzaklewski
- Jarosław Kalinowski
- Zespół Ekspresu Reporterów programu TVP2
- bp Władysław Miziołek
- Roman Jagieliński
- Cezary Marek Graj
- Maciej Płażyński
- Redakcja Dziennika Bałtyckiego i Marek Lisowski – dobroczyńca placówek Markot na terenie Gdańska.

Ostatni akt nadania otrzymała wieloletnia współpracowniczka twórcy Monaru - Jagoda Władoń w 2001 r.
Od śmierci Marka Kotańskiego wyróżnienie w formule edyktu kapituły nie jest nadawane. Szereg placówek Markot ustanowiło własne akty nadania, nawiązujące do tytułu Przyjaciela Ludzi Bezdomnych.